# Нестеров, Андрей Вячеславович
Андре́й Вячесла́вович Не́стеров (укр. Андрій Вячеславович Нестеров; род. 2 июля 1990, Херсон) — украинский футболист, защитник

## Биография
Андрей родился 2 июля 1990 года. В детско-юношеской футбольной лиге Украины выступал за: херсонский «Кристалл» и запорожский «Металлург».
16 апреля 2007 года дебютировал за «Металлург-2» во Второй лиге в матче против мелитопольского «Олкома» (3:2). 26 апреля 2009 года дебютировал в Премьер-лиге за «Металлург» в матче против харьковского «Металлиста» (1:1).
По итогам сезона 2010/11 «Металлург» занял последнее 16 место и вылетел в Первую лигу Украины. В Первой лиге сезона 2011/12 «Металлург» занял второе место и вернулся в Премьер-лигу. В июне 2015 года покинул «Металлург».
11 сентября 2015 года, на правах свободного агента, перешёл в молдавский клуб «Заря» (Бельцы). В июле 2016 года стал игроком львовских «Карпат», подписав двухлетний контракт. Летом 2019 года покинул команду.

## Достижения
«Металлург» (Запорожье)
- Серебряный призёр Первой лиги Украины: 2011/12

«Заря» (Бельцы)
- Обладатель Кубка Молдавии: 2015/16

«Полесье» (Житомир)
- Победитель Первой лиги Украины: 2022/23